# Haworthiopsis reinwardtii var. brevicula
Haworthiopsis reinwardtii var. brevicula, coneguda abans com Haworthia reinwardtii var. brevicula, és una varietat de Haworthiopsis reinwardtii i està dins del gènere Haworthiopsis.

## Descripció
Haworthiopsis reinwardtii var. brevicula és una petita i compacte suculenta, de creixement molt més lent que la varietat tipus, té les rosetes més petites de només 4 cm de diàmetre i menys de 10 cm d'alçada. Distribució: Grahamstown, Cap Oriental, Sud-àfrica Les fulles són de color verd fosc amb densos tubercles blancs brillants, cultivades amb llum intensa, les plantes tenen un color fosc que contrasta molt bé els tubercles. Les seves flors són blanques.

## Distribució i hàbitat
Haworthiopsis reinwardtii var. brevicula té una distribució força limitada i es troba des d'unes poques poblacions disperses al llarg de la vall del riu Kapp fins al riu Fish a la província sud-africana del Cap Oriental.
L'hàbitat està dominat per fynbos herbacis.

## Taxonomia
Haworthiopsis coarctata var. brevicula va ser descrita per (G.G.Sm.) G.D.Rowley i publicat a Alsterworthia Int., Special Issue 10: 5, a l'any 2013.
Etimologia
Haworthia: nom en honor del botànic britànic Adrian Hardy Haworth (1767-1833).
reinwardtii: epítet en honor de Caspar Georg Carl Reinwardt (1773-1854), botànic holandès d'origen prussià, professor de química, farmàcia i ciències naturals, recollit a Sud-àfrica, fundador i primer director d'agricultura del Jardí Botànic de Bogor (Buitenzorg) a Java.
var. brevicula: epítet llatí que significa "molt petit".
Sinonímia
- Haworthia reinwardtii var. brevicula G.G.Sm., J. S. African Bot. 10: 11 (1944). (Basiònim/Sinònim substituït)
- Haworthia brevicula (G.G.Sm.) Breuer, Gen. Haworthia 1: 7 (2010).[9]